# Вељке Ревиштја
Вељке Ревиштја (слч. Veľké Revištia) насељено је мјесто са административним статусом сеоске општине (слч. obec) у округу Собранце, у Кошичком крају, Словачка Република.

## Становништво
| Година:    | 1994. | 2004.   | 2014.   | 2024.   |
| ---------- | ----- | ------- | ------- | ------- |
| Број људи: | 575   | 536     | 522     | 493     |
| Разлика:   |       | -6,78 % | -2,61 % | -5,55 % |

| Година:    | 2023. | 2024.   |
| ---------- | ----- | ------- |
| Број људи: | 487   | 493     |
| Разлика:   |       | +1,23 % |

Према подацима о броју становника из 2011. године насеље је имало 543 становника.